# Volby prezidenta USA 1808

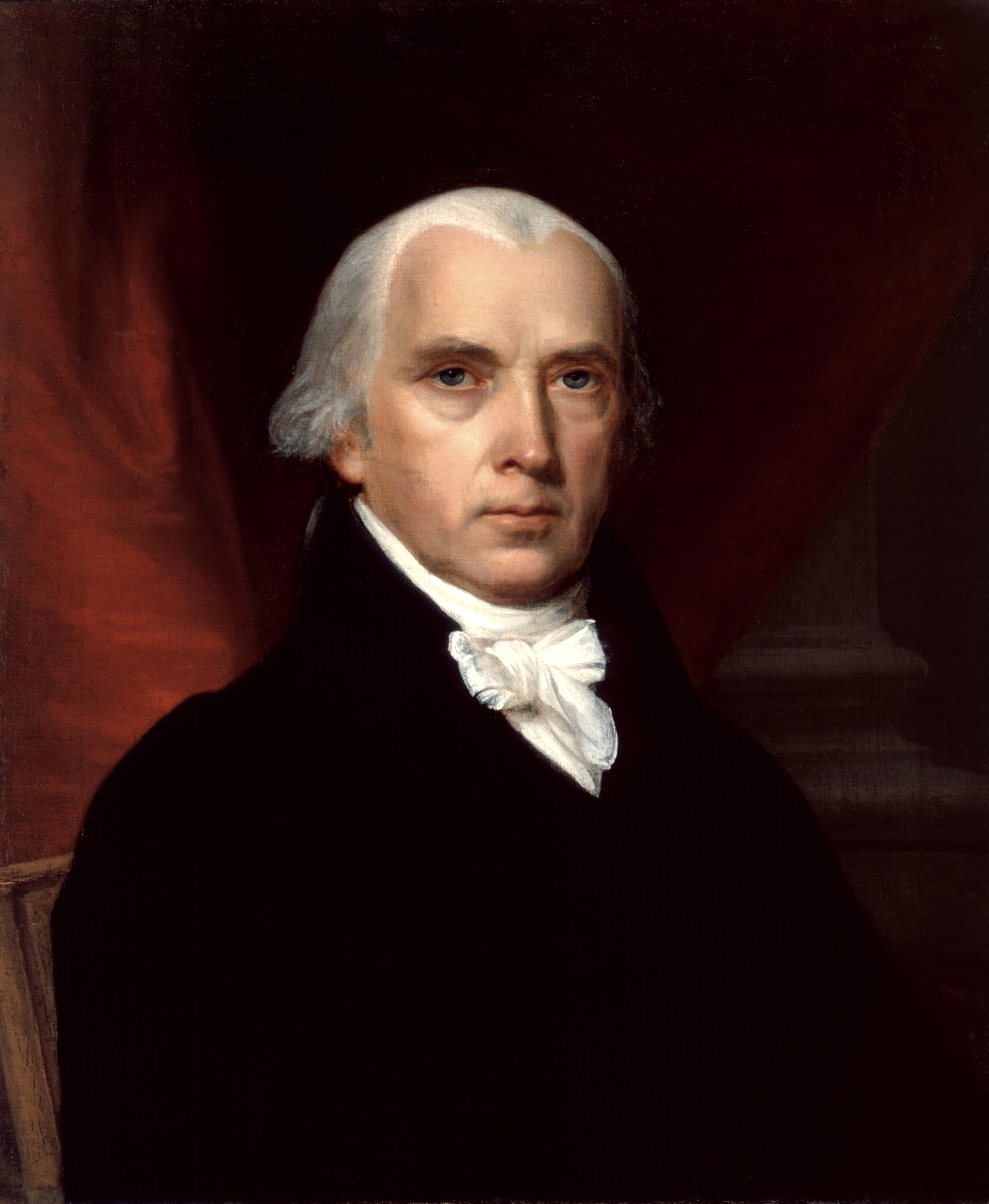
James Madison

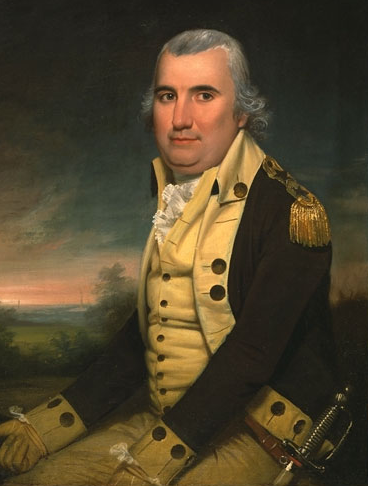
Charles C. Pinckney

Výsledky voleb podle států

Volby prezidenta USA 1808 byly šesté prezidentské volby ve Spojených státech. Prezidentem byl zvolen James Madison a viceprezidentem znovuzvolen George Clinton.

## Volební kampaň
Thomas Jefferson, který ukončil své druhé funkční období, odmítl nabídku Demokraticko-republikánské strany znovu kandidovat a podpořil kandidaturu Jamese Monroea. V té době došlo k rozkolu ve straně, což vedlo ke kandidatuře dvou členů strany - Jamese Madisona a Jamese Monroea. Vnitřní stranická kampaň byla dlouhá a únavná. Madison, ministr zahraničí v Jeffersonově kabinetu, se nakonec stal hlavním republikánským kandidátem. George Clinton obdržel podruhé nominaci na viceprezidenta. Federalistická strana nominovala stejně jako před čtyřmi lety Charlese C. Pinckneyho a Rufuse Kinga. Navzdory dualitě v republikánském táboře dosáhl Madison rozhodujícího vítězství nad Pinckneym.

## Hlasování
Obecné volby probíhaly 4.–11. listopadu 1808 a zúčastnilo se jich 192 691 voličů. Madison získal podporu 64,7 % voličů, Pinckney 32,4 % a Monroe 2,5 %. Několik set hlasů bylo také dáno nezávislým voličům, kteří podporovali další kandidáty. Ve sboru volitelů 8. února 1809 vyhrál James Madison se 122 hlasy, přičemž k vítězství stačilo 88. Jeho protikandidát získal 47 hlasů. Šest volebních hlasů na prezidenta z New Yorku získal George Clinton. Clinton však zvítězil v hlasování na viceprezidenta se 113 hlasy. Druhý skončil Rufus King se 47 hlasy. Devět hlasů na viceprezidenta dostal John Langdon, dále Madison obdržel 3 a Monroe obdržel taktéž tři hlasy na viceprezidenta. Celkový počet volitelů byl 175.
Volební účast byla 4,36 %.
James Madison složil přísahu 4. března 1809.
| Jméno                       | Stát           | Hlasy Voličů | %    | Hlasy Volitelů | Strana              |
| --------------------------- | -------------- | ------------ | ---- | -------------- | ------------------- |
| James Madison               | Virginie       | 124 732      | 64,7 | 122            | demokrat-republikán |
| George Clinton              | New York       | -            | -    | 113            | demokrat-republikán |
| John Langdon                | New Hampshire  | -            | -    | 9              | demokrat-republikán |
| Charles Cotesworth Pinckney | Jižní Karolína | 62 431       | 32,4 | 47             | federalista         |
| Rufus King                  | New York       | -            | -    | 47             | federalista         |
| George Clinton              | Virginie       | -            | -    | 6              | demokrat-republikán |
| James Madison               | New Hampshire  | -            | -    | 3              | demokrat-republikán |
| James Monroe                | Virginie       | -            | -    | 3              | demokrat-republikán |
| James Monroe                | Virginie       | 4 848        | 2,5  | 0              | demokrat-republikán |
| (unpledged electors)        | -              | 680          | 0,4  | 0              |                     |